# (6413) Iye
Pour les articles homonymes, voir Iye.
(6413) Iye est un astéroïde de la ceinture principale.

## Description
(6413) Iye est un astéroïde de la ceinture principale. Il fut découvert le 15 octobre 1993 à Kitami par Kin Endate et Kazuro Watanabe. Il présente une orbite caractérisée par un demi-grand axe de 2,26 UA, une excentricité de 0,11 et une inclinaison de 4,8° par rapport à l'écliptique.

## Compléments